# Kleine Nister
Die Kleine Nister ist ein 24,6 km langer, rechter Nebenfluss der Nister in Rheinland-Pfalz, Deutschland. Der Bach durchfließt den Westerwald in Ost-West-Richtung.

## Geographie

### Verlauf
Die Kleine Nister entspringt südwestlich vom Stegskopf (654,4 m) auf dem Truppenübungsplatz Daaden im Hohen Westerwald. Von hier aus fließt sie zunächst nach Südwesten, bevor sie sich östlich von Nisterberg nach Westen wendet. Ihr Weg führt sie südlich an Nisterberg und nördlich an Lautzenbrücken vorbei. Anschließend durchfließt sie ein ausgedehntes Waldgebiet im Nordosten des Dreifelder Weiherlandes im Oberwesterwald, passiert dabei die Langenbacher- und Altenklostermühle, bevor sie im Süden Mörlen und Nauroth passiert.
In der Folge fließt der Bach nördlich des Nauberges entlang und erreicht Luckenbach, Atzelgift und Streithausen. Hier, im Südosten des Nisterberglandes, nähern sich Kleine Nister und (Große) Nister bereits bis auf wenige hundert Meter an. Der weitere Weg der Kleinen Nister führt durch Limbach zur Lützelauermühle, um südlich von Heimborn in die Nister zu münden. Die Mündung der Kleinen in die Große Nister wird umgangssprachlich auch als das „Deutsche Eck des Westerwaldes“ bezeichnet.

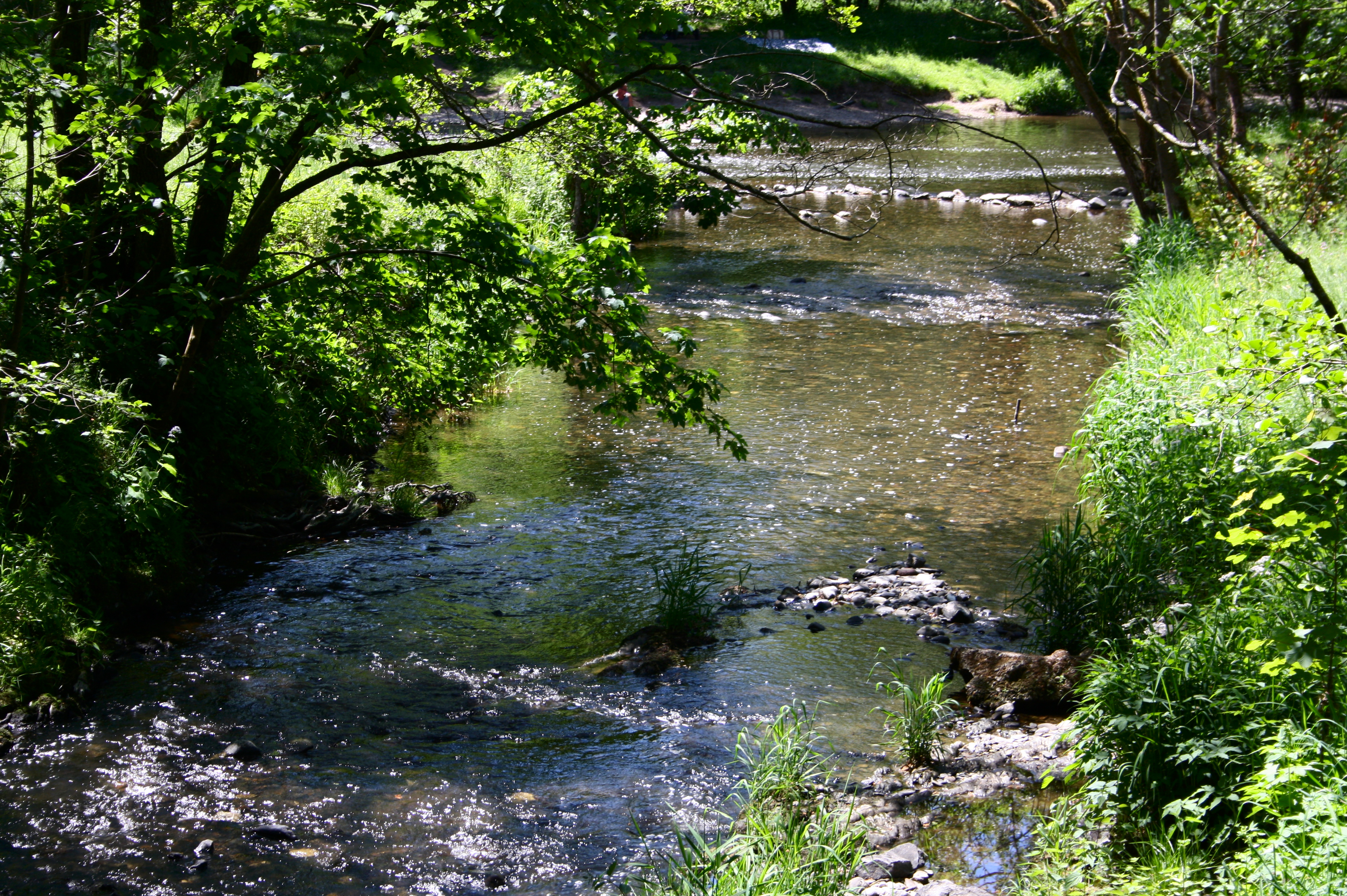
Die Kleine Nister kurz vor der Mündung in die Nister bei Heimborn

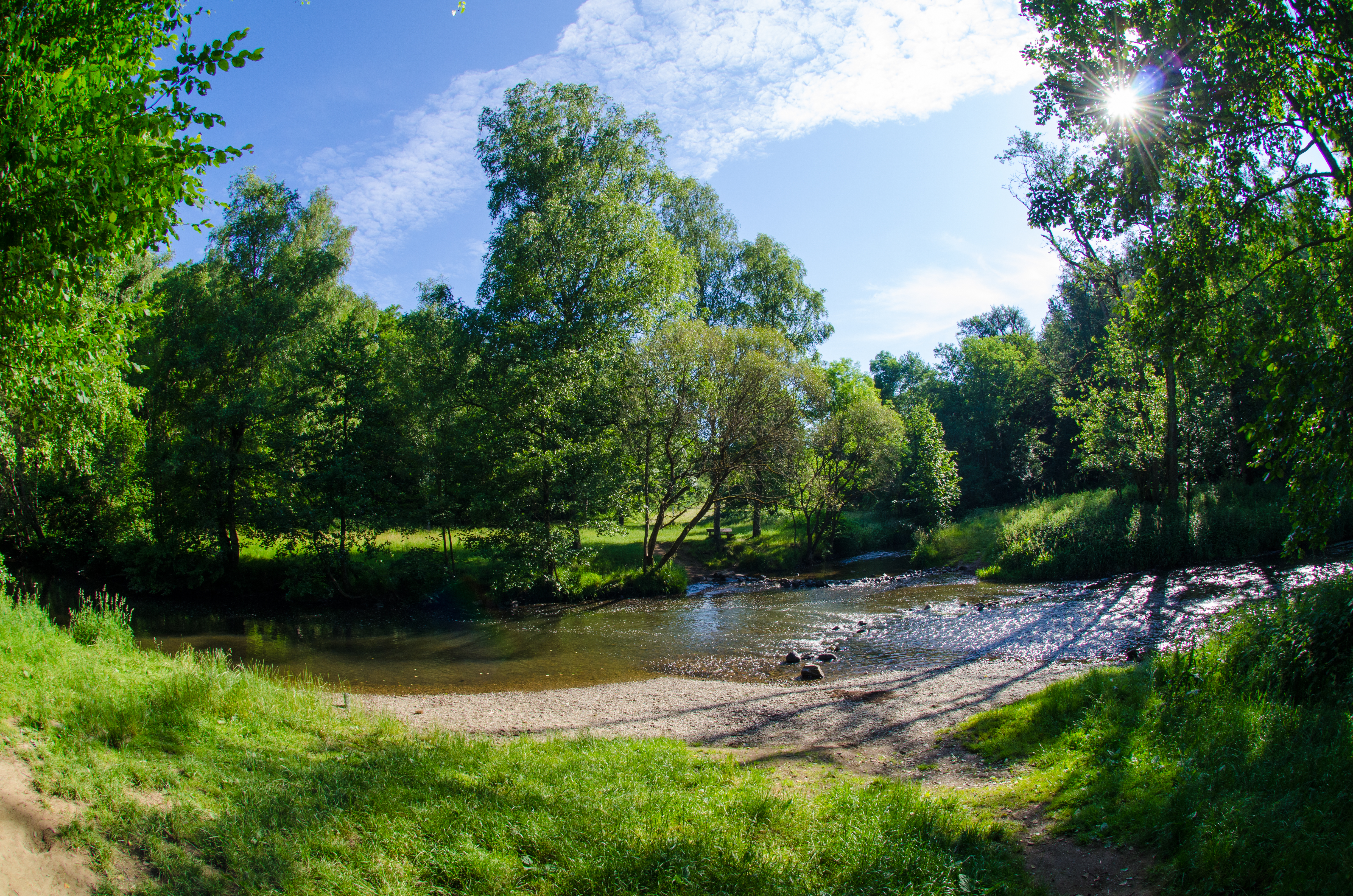
„Deutsches Eck des Westerwaldes“ bei Heimborn

Auf ihren 24,6 km langen Wege überwindet die Kleine Nister einen Höhenunterschied von 382 m, was einem mittleren Sohlgefälle von 15,5 ‰ entspricht. Der Bach entwässert ein 63,494 km² großes Einzugsgebiet über Nister, Sieg und Rhein zur Nordsee.

### Zuflüsse
Wichtigster Zufluss der Kleinen Nister ist der 5 km lange Rosbach. Das Einzugsgebiet des Rosbachs ist 5,972 km² groß und hat damit einen Anteil von 8,8 % an dem der Kleinen Nister.
| Name                         | GKZ       | Lage   | Länge in km | EZG in km² | Mündungshöhe in m ü. NHN | Bemerkungen                 |
| ---------------------------- | --------- | ------ | ----------- | ---------- | ------------------------ | --------------------------- |
| Mühlenobergraben             | 27248-112 | rechts | 000,3310    | 0000,1100  | 49400000                 |                             |
| Grüne Nister                 | 27248-12  | rechts | 001,8970    | 0001,5520  | 48100000                 | auch Bach von der Ebenhöhe  |
| Gewässer aus dem Haag        | 27248-14  | links0 | 001,2800    | 0000,5530  | 48100000                 |                             |
| Gewässer von der Eisenkaute  | 27248-152 | links0 | 001,2920    | 0000,7410  | 45900000                 |                             |
| Bach vom Heimerich           | 27248-16  | rechts | 002,6740    | 0002,3850  | 45200000                 | auch Haidersbach            |
| Gewässer aus dem Brückler    | 27248-192 | links0 | 000,6060    | 0000,6250  | 45000000                 |                             |
| Gewässer aus dem Tiefbrunnen | 27248-194 | rechts | 000,7010    | 0000,4500  | 43700000                 |                             |
| Gewässer aus dem Jedeichen   | 27248-196 | rechts | 000,5190    | 0000,1320  | 43600000                 |                             |
| Langenbach                   | 27248-2   | rechts | 002,3560    | 0002,6940  | 42600000                 |                             |
| Gewässer aus dem oberen Wüst | 27248-32  | rechts | 000,9040    | 0000,7840  | 41900000                 |                             |
| Krombach                     | 27248-34  | links0 | 001,5760    | 0002,1630  | 41400000                 |                             |
| Neunkhausenerbach            | 27248-4   | rechts | 003,1250    | 0004,6650  | 40700000                 | auch Dietrichsbach          |
| Naurother Bach               | 27248-52  | rechts | 002,5190    | 0002,9060  | 38900000                 | auch Landgraben             |
| Bach von der Norkenhöhe      | 27248-54  | links0 | 001,9010    | 0001,8180  | 36200000                 |                             |
| Waldbach                     | 27248-572 | rechts | 000,5710    | 0000,0680  | 28900000                 |                             |
| Atzelgiftermühlbach          | 27248-58  | links0 | 001,1250    | 0000,8170  | 28400000                 |                             |
| Rosbach                      | 27248-6   | rechts | 005,0430    | 0005,9720  | 27400000                 |                             |
| Mäusebach oder Mäusbach      | 27248-72  | links0 | 001,4720    | 0001,2680  | 25600000                 |                             |
| Bach vom Dandert             | 27248-8   | rechts | 002,8700    | 0004,2410  | 23900000                 | auch Leinbach oder Lehmbach |
| Hühseifen                    | 27248-92  | rechts | 000,5720    | 0000,2580  | 22500000                 | auch Hünseifen              |
| Lauterbach                   | 27248-96  | rechts | 002,1120    | 0003,5030  | 20900000                 |                             |

Anmerkungen zur Tabelle
1. ↑  Gewässerkennzahl, in Deutschland die amtliche Fließgewässerkennziffer mit zur besseren Lesbarkeit eingefügtem Trenner hinter dem Präfix, das einheitlich für den allen gemeinsamen Vorfluter Kleine Nister steht.

## Umwelt

### Gewässerzustand
Die Kleine Nister zählt zu den grobmaterialreichen, silikatischen Mittelgebirgsbächen (Typ 5). Die Gewässerstrukturgüte wird überwiegend mit mäßig bis deutlich verändert angegeben. Einige kurze Abschnitte sind als gering verändert eingestuft. Oberhalb von Nauroth überwiegen auf gut 4 km Flussstrecke stark veränderte Abschnitte. Die Gewässergüte wird durchgehend mit gering belastet angegeben.

### Verkehrswege
Das Tal der Kleinen Nister ist weitgehend frei von öffentlichen Straßen. Nur zwischen Heimborn und Atzelgift begleiten die Kreisstraßen K 19 und 20 den Bachlauf auf den Hängen oberhalb des Talgrundes.